# KBR公司
KBR公司（原名“凯洛格-布朗-鲁特公司”）是一家美国的工程设计、设备采购和施工建设公司。曾为哈里伯顿工程方面子公司“M.W.凯洛格公司”，在哈里伯顿收购德雷瑟工业（Dresser Industries）后，与其建筑子公司“布朗-鲁特公司”合并重组为“凯洛格-布朗-鲁特公司”。2007年，KBR脱离哈里伯顿独立运营。KBR公司及其前身公司接收来自美国军方的大量战争订单，包括第二次世界大战、越南战争和伊拉克战争等。公司总部坐落于美国德克萨斯州休斯顿。KBR公司在合成氨以及石油化工领域拥有较多先进生产工艺以及技术专利。